# Устакаси
Устака́си (рос. Устакасы, чув. Ăстакасси) — присілок у складі Чебоксарського району Чувашії, Росія. Входить до складу Сіньяльського сільського поселення.
Населення — 70 осіб (2010; 55 у 2002).
Національний склад:
- чуваші — 96 %